# Анти-Том
Литература «Анти-Том» (англ. Anti-Tom literature, используется также термин «литература плантаций») — направление американской литературы XIX века, возникшее в качестве реакции на выход романа Гарриет Бичер-Стоу «Хижина дяди Тома», обличающего рабство. Произведения в этом жанре, как правило, написаны авторами южной части Соединённых Штатов. Книги в жанре «Анти-Том» доказывают, что рабство было выгодно афроамериканцам или что утверждение, что рабство — это зло, как изображено в книге Стоу, является преувеличенным и неверным.

## Хижина дяди Тома
Роман «Хижина дяди Тома» был опубликован в 1851—1852 годах в аболиционистском журнале The National Era, отдельной книгой он вышел в 1852 году и быстро стал бестселлером (вторым по тиражу в США после Библии). Этот аболиционистский по духу роман осуждал рабство; вероятно, созданию его способствовало принятие в 1850 году Конгрессом США Закона о беглых рабах, который разрешал поиск и задержание беглых рабов на территориях, где рабство было уже отменено. Роман вызвал в США бурную реакцию, особенно со стороны рабовладельческого Юга.

## Литературный ответ Юга
Типичной реакцией южан на роман Бичер-Стоу было возмущение, которое вскоре приняло форму своеобразного «литературного ответа»: писатели Юга США написали ряд романов, утверждавших полезность и оправданность рабства. За один только 1852 год вышло 8 таких романов.
Эти романы направленности «Анти-Том», как правило, описывали отношения между плантаторами и рабами в патриархальном стиле. В романах либо подразумевалось, либо прямо указывалось, что афроамериканцы неспособны самостоятельно жить без контроля белых людей.
Сегодня эти романы как правило, рассматриваются как пропаганда рабства. Литературный жанр «Анти-Том» сошёл на нет с началом гражданской войны в США.

## Известные авторы жанра Анти-Том

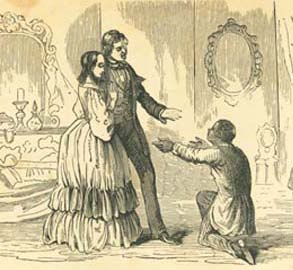
Иллюстрация к роману «Северная невеста плантатора» Кэролайн Хенц

Самые известные книги жанра «Анти-Том» — это «Меч и прялка» (англ. The Sword and the Distaff) Уильяма Симмса, «Хижина тёти Филлис» (англ. Aunt Phillis’s Cabin) Мэри Истмен, и «Северная невеста плантатора» (англ. The Planter’s Northern Bride) Кэролайн Хенц.
Роман «Меч и прялка» Симмса вышел всего через несколько месяцев после романа Стоу и содержал ряд разделов, поощряющих рабство. Роман посвящён войне за независимость США и её влиянию на жизнь капитана Порги и одного из его рабов. Роман Симмса был достаточно популярен и был переиздан в 1854 году под названием «Резьба по дереву» (англ. Woodcraft).
Роман «Северная невеста плантатора» Кэролайн Хенц был опубликован через два года после «Хижины дяди Тома». Роман Хенц защищал рабство с точки зрения дочери аболициониста, вышедшей замуж за рабовладельца, стремясь показать, что негры не способны жить без надзора со стороны белых.
Наряду с книгами Симмса и Хенц, после выхода «Хижина дяди Тома», было написано ещё порядка 20 — 30 романов прорабовладельческой ориентации. Одним из самых продаваемых романов в жанре «Анти-Том» был роман «Хижина тёти Филлис» Мери Истмен, опубликованный в 1852 году. Было продано от 20 000 до 30 000 его экземпляров. В примечании в книге Истмен с гордостью отмечала, что принадлежит к потомкам первых поселенцев Вирджинии.
Наряду с «взрослыми» романами, в этом жанре появлялись и произведения, предназначенные для детей — например, роман «Маленькая Ева: цветок Юга» (англ. Little Eva: The Flower of the South) Филипа Козанса.

## Известные произведения в жанре Анти-Том
Среди романов в Анти-Том жанре написаны:
- The Sword and the Distaff by William M. Burwell
- White Acre vs. Black Acre by William M. Burwell
- Ellen; or, The Fanatic’s Daughter by Mrs. V.G. Cowdin
- Little Eva: The Flower of the South by Philip J. Cozans
- «Uncle Tom’s Cabin» Contrasted with Buckingham Hall, the Planter’s Home by Robert Criswell
- Aunt Phillis’s Cabin by Mary H. Eastman
- Antifanaticism: A Tale of the South by Martha Haines Butt
- The Ebony Idol by Mrs. G.M. Flanders
- Liberia; or, Mr. Peyton’s Experiments by Sarah Josepha Hale
- Frank Freeman’s Barber Shop by the Rev. Baynard R. Hall
- The Planter’s Northern Bride by Caroline Lee Hentz
- Tit for Tat (1856 novel) by «A Lady of New Orleans»
- The Lofty and the Lowly or Good in All and None All Good by M. J. McIntosh
- Uncle Robin, in His Cabin in Virginia, and Tom Without One in Boston by J. W. Page
- The Cabin and Parlor; or, Slaves and Masters by Charles Jacobs Peterson (under the pseudonym of J. Thornton Randolph)
- The North and the South; or, Slavery and Its Contrasts by Caroline Rush
- The Black Gauntlet: A Tale of Plantation Life in South Carolina by Mary Howard Schoolcraft
- Uncle Tom’s Cabin As It Is (There were two novels published with this title, one by W.L. Smith — full title Life at the South; or, «Uncle Tom’s Cabin» As It Is — and the other by C.H. Wiley)
- Mr. Frank, the Underground Mail-Agent by Vidi
- English Serfdom and American Slavery; or, Ourselves as Others See Us by Lucien Chase